# Vilina pećina kod Gornjeg Čičeva
Vilina pećina se nalazi 7 kilometara od grada Trebinja na lokalitetu Rakov Potok ispod brda Rilje u selu Gornje Čičevo. 
Uski ulaz u Vilinu pećinu nalazi se s južne strane. Od ulaza u pećinu teren naglo pada za 30 metara. Na kraju ove strmine nalazi se ulaz u jedinu pećinsku prostoriju široku 8, a dugu 10 metara. Visina joj je od 2 do 8 metara. Sama prostorija te kraći sporedni kanali bogati su pećinskim nakitom posebice stalaktitima. Prostor oko pećine je izuzetno nepristupačan s oskudnom vegetacijom na krškoj podlozi.
Geomorfološki je spomenik prirode.